# Antonietta Stella
Antonietta Stella (ur. 15 marca 1929 w Perugii, zm. 23 lutego 2022 w Rzymie) – włoska śpiewaczka operowa, sopran.

## Życiorys
Studiowała u Aldo Zeettiego w Perugii oraz w Akademii Muzycznej św. Cecylii w Rzymie. Zadebiutowała na scenie w 1950 roku w Spoleto rolą Leonory w Trubadurze Giuseppe Verdiego. Od 1951 roku śpiewała w Rzymie, w 1953 roku wystąpiła w mediolańskiej La Scali. W 1955 roku debiutowała w Covent Garden Theatre w Londynie, w tym samym roku jako Leonora w Mocy przeznaczenia wystąpiła w amfiteatrze w Weronie. W 1956 roku tytułową rolą w Aidzie debiutowała w nowojorskiej Metropolitan Opera, w której występowała do 1960 roku. Rozstała się z tą sceną w atmosferze skandalu, gdy dyrektor Rudolf Bing nie zezwolił jej na solowe wyjście przed kurtynę po II akcie w Madame Butterfly.
Do jej popisowych ról oprócz Aidy i Madame Buttefly należały Tosca, Elżbieta w Don Carlosie, Amelia w Balu maskowym, Madeleine w Andrei Chénierze.